# Айл-Ройал
Айл-Ройал (англ. Isle Royale) — остров в северо-западной части озера Верхнее. В административном отношении относится к округу Кивино, штат Мичиган, США. Сам остров и ещё около 450 прилегающих к нему мелких островков образуют национальный парк Айл-Ройал.

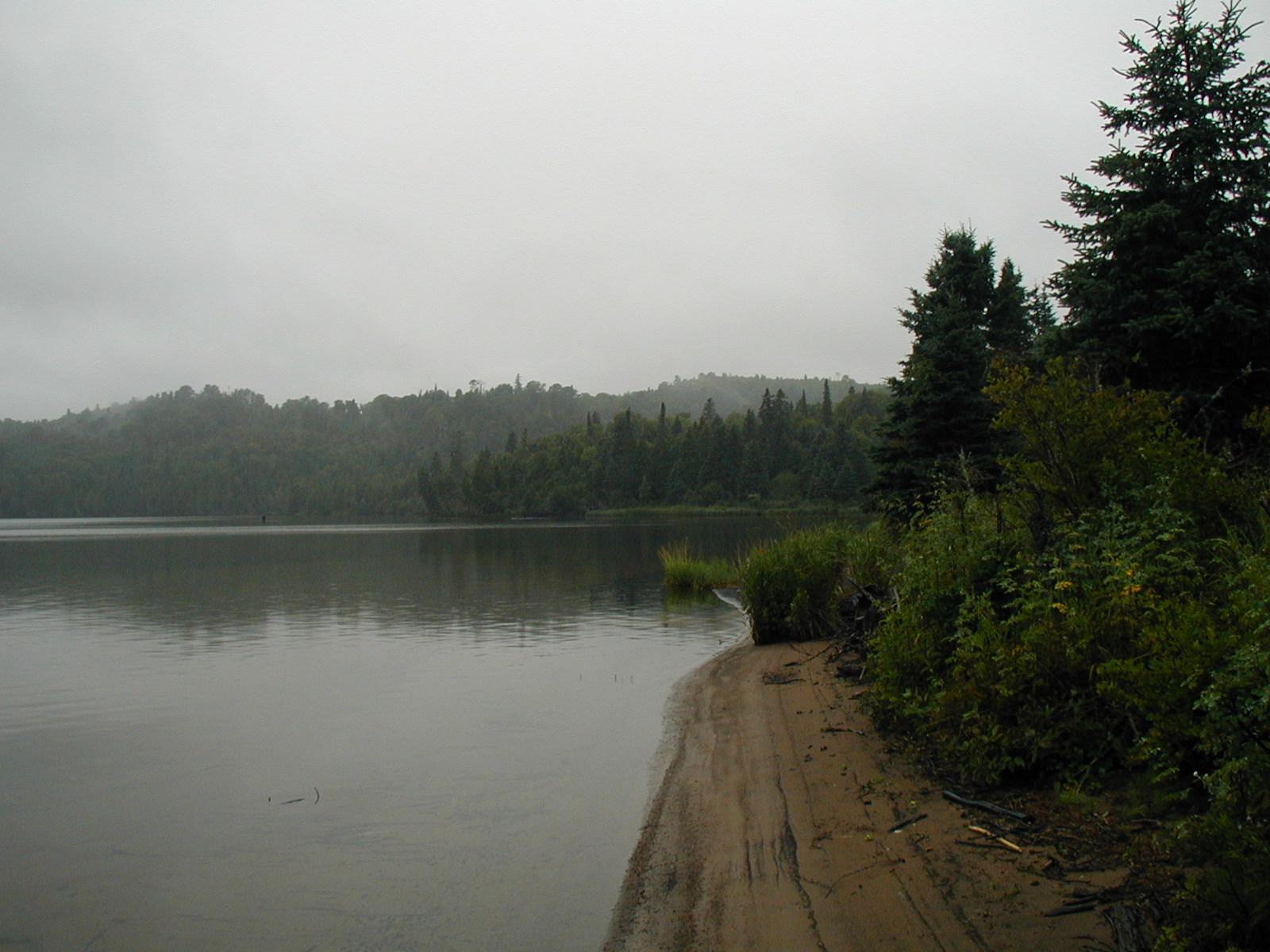
Побережье вблизи устья Вашингтон-Крик

Расположен примерно в 24 км от побережья Канады или Миннесоты и в 90 км от побережья Мичигана. Составляет примерно 72 км в длину и 14 км в ширину. Площадь Айл-Ройал — 535,4 км², что делает его вторым крупнейшим островом Великих озёр (после острова Манитулин) и 33-м крупнейшим островом США. Самая высокая точка острова — гора Дизор, составляющая 425 м над уровнем моря (около 240 м над уровнем озера). В пределах острова расположено крупное озеро Сискиуит, площадь поверхности которого составляет 16,8 км².
По данным переписи 2000 года постоянного населения на Айл-Ройал нет. Имеет место сезонное паромное сообщение с Гранд-Портаджем (Миннесота), Коппер-Харбором и Хоутоном (Мичиган). На острове нет дорог, а использование автомобилей полностью запрещено на территории национального парка.